# Grand Isle (Louisiana)
Grand Isle è un comune degli Stati Uniti d'America, situato nello Stato della Louisiana, in particolare nella parrocchia di Jefferson.

## Curiosità
Grand Isle è l'ambientamento del romanzo The Awakening (Chopin novel), in italiano "Il Risveglio" della scrittrice statunitense Kate Chopin, romanzo pioniere della letteratura femminista americana. A questo stesso luogo fa riferimento il titolo del film L'isola dell'amore (film 1991), della  regista statunitense Mary Lambert, con Kelly McGillis e Julian Sands, tratto dallo stesso romanzo.